# موريس ر. شتاين
موريس ر. شتاين (بالإنجليزية: Maurice R. Stein)‏ هو عالم اجتماع أمريكي، ولد في 1926.